# Канцепольски, Эль Ям
Эль Ям Канцепольски (ивр. אל-ים קנצפולסקי‎; 22 декабря 2003, Гавайи) — израильский футболист, полузащитник тель-авивского «Хапоэля» и молодёжной сборной Израиля.

## Биография

### Клубная карьера
Родился на Гавайях в семье сёрферов, но в возрасте 4-х лет переехал в Израиль
Воспитанник клуба «Хапоэль» Тель-Авив. В его составе дебютировал в чемпионата Израиля 24 мая 2021 года, отыграв весь матч против «Бней Сахнин».

### Карьера в сборной
В 2022 году в составе сборной Израиля до 19 лет был участником юношеского чемпионата Европы, на котором Израиль впервые выиграл серебряные медали, уступив в финале сборной Англии. В 2023 году выступил на молодёжном чемпионате мира в Аргентине.

## Достижения
Сборная Израиля
- Финалист чемпионата Европы (до 19 лет): 2022